# Asterosmilia gigas
Espèce
Asterosmilia gigas est une espèce de coraux appartenant à la famille des Caryophylliidae.